# واترپلو در المپیک تابستانی ۱۹۲۰

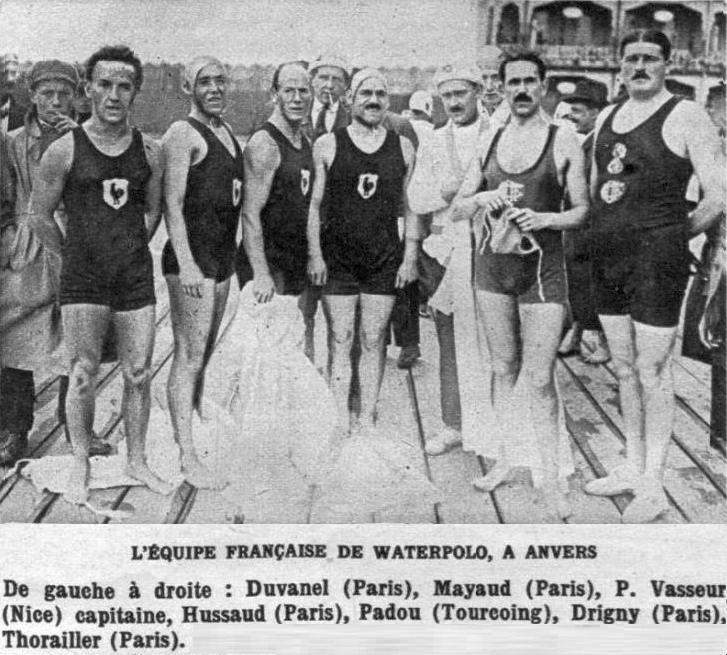
واترپلو در بازی‌های المپیک تابستانی ۱۹۲۰

واترپلو در بازی‌های المپیک تابستانی ۱۹۲۰ نام رویداد ورزش واترپلو در بازی‌های المپیک تابستانی بود که در سال ۱۹۲۰ برگزار شد.